# Бессарабенко, Алексей Константинович
Алексе́й Константи́нович Бессара́бенко (30 марта 1907, Севастополь, Таврическая губерния — 24 октября 1960, Арзамас-75, Горьковская область) — советский инженер, конструктор. Лауреат двух Сталинских премий первой степени (1951, 1953).

## Биография
В 1925—1927 годах работал слесарем на Севастопольском морском заводе.
Окончил рабфак, учился в Пермском педагогико-технологическом и Уральском индустриальном институтах, в 1935 году получил диплом инженера-механика.
С 1935 по июль 1942 года — на заводе № 172 им. Молотова: технолог, начальник пролёта, помощник начальника цеха, с февраля 1940 года — начальник цеха.
В 1942—1944 годах — секретарь, зам. секретаря Молотовского обкома ВКП(б) по промышленности вооружений. С апреля 1945 по март 1947 года первый секретарь Молотовского РК ВКП(б).
В 1947—1960 годах работал в КБ-11: директор завода, первый зам. начальника и главный инженер объекта № 550 (г. Саров).
Умер в 1960 году.

## Память
Решением исполкома Саровского горсовета от 23.07.1971 город Автопроезд нового микрорайона переименован в улицу Бессарабенко.

## Награды и премии
- медаль «За трудовую доблесть» (1939)
- орден Ленина (1941, 1949)
- орден «Знак Почёта» (1944)
- орден Красной Звезды
- орден Трудового Красного Знамени (1960)
- Сталинская премия первой степени (1951) — за участие в разработке и освоении технологии изготовления специального заряда
- Сталинская премия первой степени (1953) — за руководство работой по изготовлений серийных и опытных изделий РДС